# Atletica leggera ai Giochi mondiali universitari
L'atletica leggera è uno degli sport presenti ai Giochi mondiali universitari, manifestazione multisportiva a cadenza biennale riservata ad atleti universitari provenienti da tutte le nazioni del mondo.

## Edizioni
| Edizione | Anno | Città             | Nazione          | Data                     | Sede                               |
| -------- | ---- | ----------------- | ---------------- | ------------------------ | ---------------------------------- |
| I        | 1959 | Torino            | Italia           |                          |                                    |
| II       | 1961 | Sofia             | Bulgaria         |                          |                                    |
| III      | 1963 | Porto Alegre      | Brasile          |                          |                                    |
| IV       | 1965 | Budapest          | Ungheria         |                          |                                    |
| V        | 1967 | Tokyo             | Giappone         |                          |                                    |
| VI       | 1970 | Torino            | Italia           |                          |                                    |
| VII      | 1973 | Mosca             | Unione Sovietica |                          |                                    |
| VIII     | 1975 | Roma              | Italia           |                          |                                    |
| IX       | 1977 | Sofia             | Bulgaria         |                          |                                    |
| X        | 1979 | Città del Messico | Messico          |                          |                                    |
| XI       | 1981 | Bucarest          | Romania          |                          | Stadionul Național                 |
| XII      | 1983 | Edmonton          | Canada           |                          |                                    |
| XIII     | 1985 | Kōbe              | Giappone         |                          |                                    |
| XIV      | 1987 | Zagabria          | Jugoslavia       |                          |                                    |
| XV       | 1989 | Duisburg          | Germania Ovest   | 14 - 25 luglio           | Wedaustadion                       |
| XVI      | 1991 | Sheffield         | Regno Unito      | 14 - 25 luglio           | Don Valley Stadium                 |
| XVII     | 1993 | Buffalo           | Stati Uniti      | 15 - 18 luglio           | University at Buffalo Stadium      |
| XVIII    | 1995 | Fukuoka           | Giappone         | 29 agosto - 3 settembre  | Hakatanomori Athletic Stadium      |
| XIX      | 1997 | Sicilia           | Italia           |                          | Stadio Cibali                      |
| XX       | 1999 | Palma di Maiorca  | Spagna           | 4 - 9 luglio             | Estadio Son Moix                   |
| XXI      | 2001 | Pechino           | Cina             | 27 agosto - 1º settembre | Stadio dei Lavoratori              |
| XXII     | 2003 | Taegu             | Corea del Sud    | 25 - 30 agosto           | Stadio di Taegu                    |
| XXIII    | 2005 | Smirne            | Turchia          | 15 - 20 agosto           | İzmir Atatürk Stadium              |
| XXIV     | 2007 | Bangkok           | Thailandia       | 9 - 14 agosto            | Thammasat Stadium                  |
| XXV      | 2009 | Belgrado          | Serbia           | 7 - 12 luglio            | Stadion Crvena Zvezda              |
| XXVI     | 2011 | Shenzhen          | Cina             | 16 - 21 agosto           | Shenzhen Universiade Sports Centre |
| XXVII    | 2013 | Kazan'            | Russia           | 7 - 12 luglio            | Stadio Centrale                    |
| XXVIII   | 2015 | Gwangju           | Corea del Sud    | 8 - 12 luglio            | Gwangju World Cup Stadium          |
| XXIX     | 2017 | Taipei            | Taiwan           | 23 - 28 agosto           | Taipei Municipal Stadium           |
| XXX      | 2019 | Napoli            | Italia           | 8 - 13 luglio            | Stadio San Paolo                   |
| XXXI     | 2023 | Chengdu           | Cina             | 1º - 6 agosto            | Shuangliu Sports Centre Stadium    |